# Monocentrus schultzei
Monocentrus schultzei är en insektsart som beskrevs av Melichar 1912. Monocentrus schultzei ingår i släktet Monocentrus och familjen hornstritar. Inga underarter finns listade i Catalogue of Life.